# Norwegian Air Norway
Norwegian Air Norway es una aerolínea de Noruega propiedad de Norwegian Air Shuttle con sede en el Aeropuerto de Oslo-Gardermoen. Fue creada el 17 de junio de 2013. Todos los aviones están registrados en Noruega.
Algunas veces ofrece vuelos muy baratos como Ryanair.